# ハンノ (ハンニバルの子)
ハンニバルの子として記録されているハンノ (ポエニ語: 𐤇𐤍𐤀, ḤNʾ) は、第一次ポエニ戦争で活躍したカルタゴの将軍。

## 経歴
紀元前262年、アグリゲントゥムの戦いに先立ち、カルタゴの将軍ハンニバル・ギスコがアグリゲントゥムでローマ軍に包囲された。その救援のため派遣されたハンノは、ヘラクレア・ミノアに入り、ヘルベソスのローマ軍補給基地を制圧した。またハンノはヌミディア騎兵をローマ軍の元へ送り、偽装退却戦術を使わせた。ローマ軍はヌミディア騎兵を追撃しているうちにカルタゴの本軍に遭遇し、多大な損害を被った。しかし数か月に及んだアグリゲントゥム包囲戦のうちに、ハンノはローマ軍に敗れ撤退を強いられた。